# 斯卡拉 (瑞典)
斯卡拉（瑞典語：Skara）是瑞典的一座城市。2010年，有人口10,841人。

## 外部連結
- Skara Tourist Office （页面存档备份，存于）
- Skara （页面存档备份，存于） - Official site
- （瑞典文） Skara （页面存档备份，存于）, in Nordisk familjebok (in Swedish)